# San Francisco Ixhuatán
San Francisco Ixhuatán è un comune del Messico, situato nello stato di Oaxaca.